# Coniopteryx latipalpis
Coniopteryx latipalpis är en insektsart som beskrevs av Meinander 1972. Coniopteryx latipalpis ingår i släktet Coniopteryx och familjen vaxsländor. Inga underarter finns listade i Catalogue of Life.